# Pierre Schützenberger
Pour les articles homonymes, voir Schutzenberger.
Pierre Schützenberger est un psychiatre français né le 4 avril 1888 à Paris et mort le 10 octobre 1973 à Hyères (Var).

## Biographie

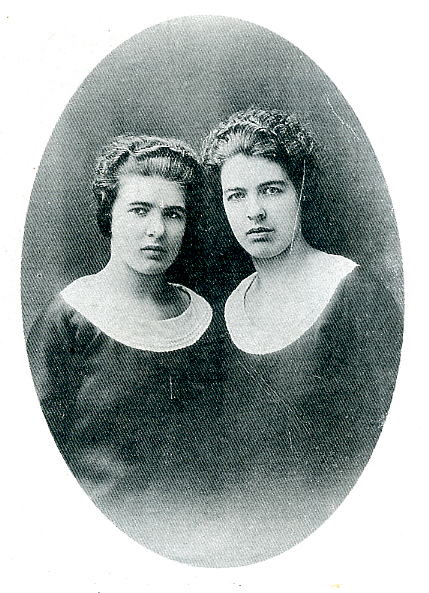
Léa et Christine Papin.

Docteur en médecine avec une spécialité en psychiatrie après la soutenance d'une thèse intitulée Le vol chez l'enfant, étude médico-légale en 1921, nommé au concours des asiles de la Seine en 1924, Pierre Schützenberger a effectué sa carrière dans différents hôpitaux psychiatriques de province : Pontorson (1925-1929), La Charité-sur-Loire (1930-1932), Le Mans (1933-1934), Blois (1935-1943), Moulin-Yzeure (1944–1945), Ravenel (1949-1958). 
Il a joué un rôle dans l'expertise psychiatrique de l'affaire Papin,, en 1933, aux côtés de Victor Truelle (1871–1938) et Jacques Baruk (1872–1975),,. 
Durant l’Occupation, il est condamné et incarcéré dans les prisons militaires d’Orléans et de Blois pendant 45 jours pour avoir dissimulé du matériel sanitaire aux Allemands. 
Il était membre de diverses sociétés: la Société clinique de médecine mentale (1924), la Société de médecine du Mans (1934), la Société médico-psychologique (1934), la Société de médecine légale (1937) et la Société des sciences et lettres de Loir-et-Cher (1938). Il obtint la Croix de Guerre en 1919 et fut nommé chevalier de la Légion d'honneur en 1928. 
Il fut frappé d’indignité nationale à la Libération, entre septembre 1945 et mai 1949, son médecin-chef à Blois, le docteur Maurice Leconte, l’ayant qualifié d’être antijuif, une accusation mensongère qui n’était qu’un alibi à un règlement de comptes. Charles Galpérine était le témoin vivant d'un sauvetage d’enfant juif durant l’Occupation par Schützenberger, qui obtint une remise de son indignité nationale en mai 1949.

## Famille
Pierre Schützenberger est le fils de Léon Schützenberger et le petit-fils du chimiste Paul Schützenberger, ancien directeur de l'ESPCI et professeur au Collège de France. Il a eu deux fils, le mathématicien Marcel-Paul Schützenberger et le compositeur Jean-Paul Schützenberger.

## Publications
- Le Vol chez l'enfant, étude médico-légale, Librairie littéraire et médicale Louis Arnette, Paris, 1921[11].
- L'Étiologie du vol chez l'enfant, Journal de médecine, Paris, 1921.
- Simulation de la tuberculose et d'occlusion intestinale par une pathomime, 1923.
- Contribution à l'étude de la folie gemellaire, psychose maniaque dépressive chez deux soeurs jumelles, avec Raoul Leroy, Annales médico-psychologiques, 1924.
- A propos des adjudications dans les asiles, 1928.
- Rapport pour la période du 13 mars 1925 au 9 septembre 1929, Pontorson, établissement de l’hospice de Pontorson, Imprimerie G. Grégoire, 1929.
- Pour un centre d’information asilaire, 1930.
- Rapport médical, compte moral et administratif et rapport médical pour l’exercice, 1929, Asiles publics d’aliénés de La Charité-sur-Loire, Département de la Nièvre, Fortin Imprimeur, 1930.
- Unification des statistiques médicales, avec Frantz Adam, 1930.
- Compte moral et administratif et rapport médical pour l’exercice, 1930, Établissement départemental neuropsychiatrique de La Charité-sur-Loire, Fortin Imprimeur, 1931.
- Application de la loi sur les assurances sociales, Établissement départemental neuropsychiatrique de la Charité-sur-Loire, 1931.
- À propos de la loi sur les assurances sociales aux malades mentaux, 1931.
- Coordination du régime des assurances sociales et du statut du personnel, Établissement départemental neuropsychiatrique de la Charité-sur-Loire, Clermont, Oise, Imprimerie Thiron et Cie, 1931.
- Rapport pour la période du 1er octobre 1929 au 30 septembre 1932, Établissement départemental neuropsychiatrique de la Nièvre, La Charité, Imprimerie R. Thoreau, 1932.
- Les Classifications des maladies mentales dans les asiles d'après les rapports médicaux, avec M. Desruelles, 1934.
- Une observation de fétichisme, Bulletin Médical, 1934.
- Paralysie générale et malaria thérapie, Bulletin Médical, Imprimerie Ch. Moyer, 1934.
- La Vie des asiles en 1932, Clermont, Oise, Imprimerie Thiron & Cie, 1934.
- Historique de l’association mutuelle des médecins aliénistes de France, Clermont, Oise, Imprimerie Thiron & Cie, 1935.
- Projet de réforme de la statistique des aliénés, Association amicale des médecins des établissements publics d'aliénés, 1936.
- Les Assurances-vie, Clermont, Oise, Imprimerie Thiron et Cie, 1936.
- L'Instruction professionnelle du personnel secondaire des asiles d’aliénés nécessite un enseignement par degré, Clermont, Oise, Imprimerie Thiron et Cie, 1936.
- Une évasion avec la complicité d’un tiers, avec A. Gazaniol et Jean Orly, Clermont, Oise, Imprimerie Thiron et Cie, 1936.
- Deux observations de perversions sexuelles: pseudo-fétichisme, pédophilie, Annales médico-légales, Paris, Librairie J.-B. Baillière et Fils, 1937.
- Pour perpétuer la mémoire de Julien Raynier, Clermont, Oise, Imprimerie Thiron et Cie, 1937[12].
- Débilité mentale et vol, avec A. Gazaniol-Chevalier, Gazette médicale française, 1937.